# آرچار (روستا)

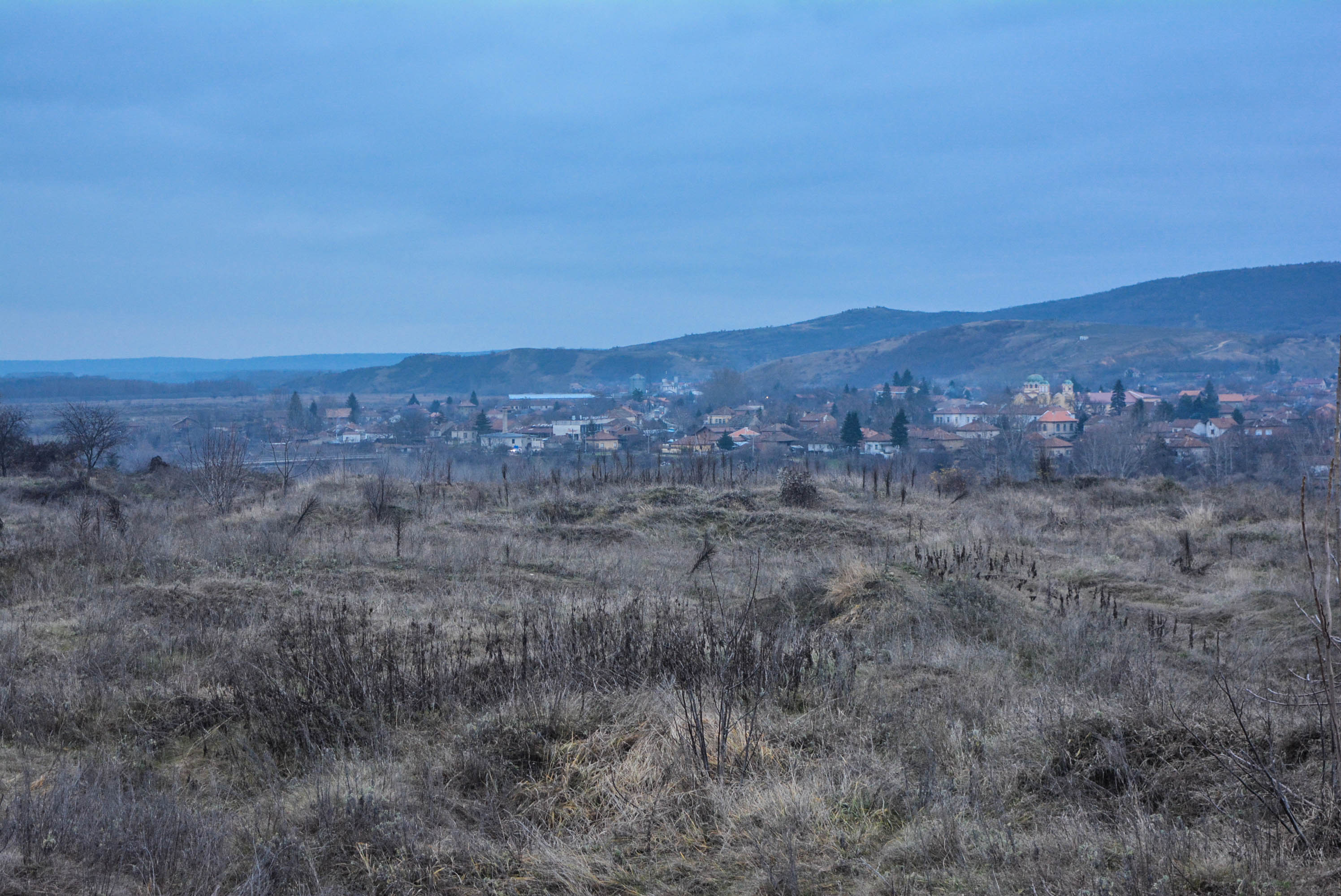
یک نما از روستا

آرچار (انگلیسی: Archar) دهکده ای در بلغارستان، واقع در مجاورت رودخانه آرچار (رودخانه) در استان ویدین. در زمان رومیان، نام این شهر راتیاریا و مرکز استان رومی داکیا ریپنسیس و همچنین بندر مهمی در رود دانوب بوده‌است. محل کنونی نزدیکتر به جاده اصلی بین ویدین و لوم، بلغارستان توسعه یافته‌است. در اولین شنبه و یکشنبه ماه اوت نمایشگاهی در آرچار برگزار می‌شود.